# Mercedes-Benz R107/C107
Mercedes-Benz R107/C107 — серия автомобилей SL-класса немецкой торговой марки Mercedes-Benz, выпускавшихся с 1971 по 1989 года. Продавались в качестве моделей с рыночным обозначением SL (R107) и SLC (C107).
Модель Mercedes-Benz R107 представляла собой двухместный родстер со съёмной крышей. Она пришла на смену серии W113 в 1971 году и была заменена на R129 в 1989 году. Модель C107 представляла собой 4-хместное купе с жёстко зафиксированной крышей и люком в качестве опции. Она заменила собой W111 и выпускалась до 1981 года, когда немецкий концерн представил C126. Всего за время производства было собрано 300 175 единиц автомобилей серии.

## История
В 1971 году на смену элегантной «Пагоде» пришла более крупная и «мускулистая» модель R107. Под капотом автомобилей устанавливались бензиновые двигатели V8 рабочим объёмом 3,5 и 4,5 литров для моделей 350SL и 450SL соответственно. Такие мощные автомобили пользовались огромным успехом в США — 62 % от всех проданных автомобилей данной серии. Кузов R107 оказался настолько прочным, что на его базе в 1971 году было создано комфортабельное четырёхместное купе Mercedes-Benz SLC (C107, 350 SLC). В апреле 1973 года и родстер и купе были выпущены на рынок с 4,5-литровым двигателем V8, который генерировал мощность в 165 кВт (225 лошадиных сил).
Нефтяной кризис 1973 года вызвал, год спустя, появление более экономичной шестицилиндровой модели 280SL. В 1980 году 350SL и 450SL были заменены на 380SL и 500SL, а во время последних обновлений 1985 года модели 280SL и 380SL заменили на 300SL и 420SL; появилась модель 560SL (5,6 л., 170 кВт / 230 л.с.), предназначенная только для экспорта в США, Японию и Австралию.
Производство R107 было окончено в августе 1989 года. Об успехе автомобиля можно сказать то, что как и внедорожник Гелендеваген, он долгое время держал рекорд по продолжительности производства. За 18 лет было выпущено 300 175 автомобилей (среди них 237 287 — SL, 62 888 — SLC).

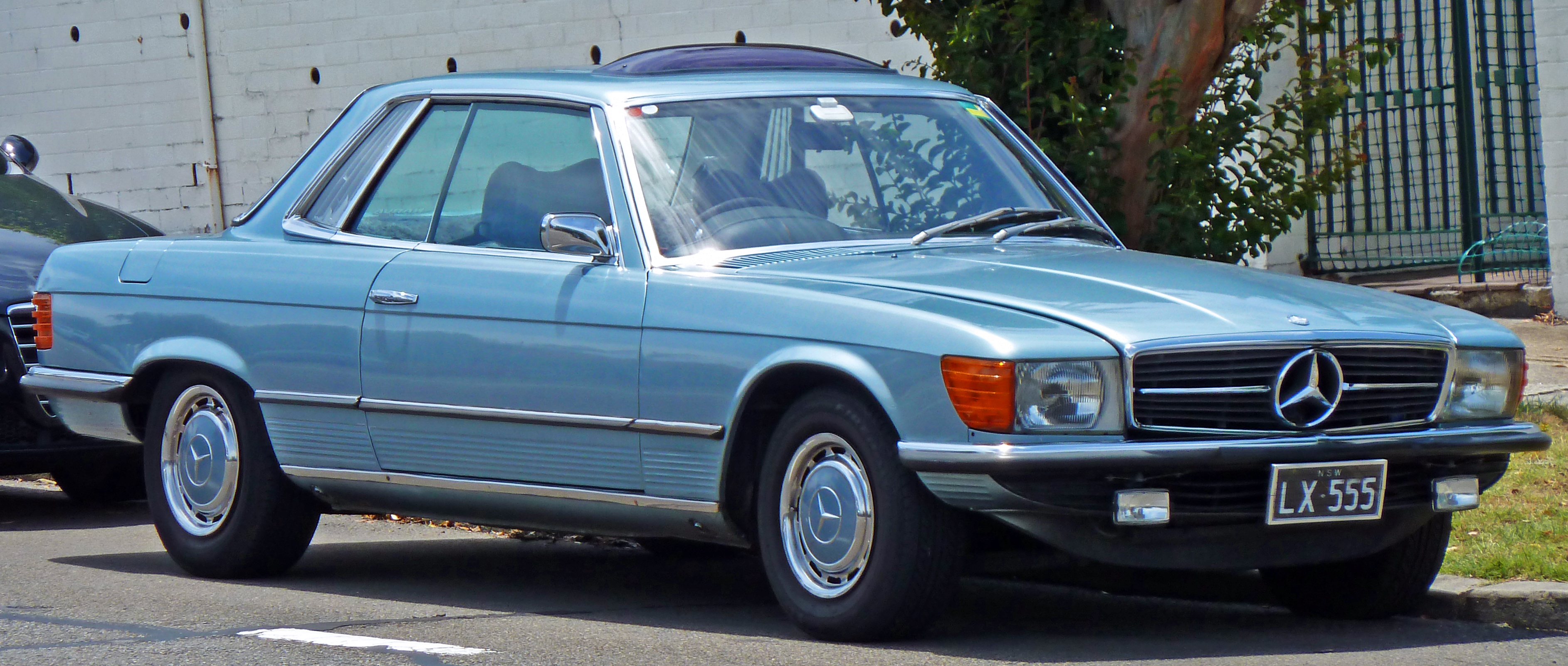
Купе Mercedes-Benz 350 SLC

## Технические характеристики моделей семейства
| Модель                         | 280 SL/SLC | 300 SL | 350 SL/SLC | 380 SL/SLC | 420 SL | 450 SL/SLC | 500 SL/SLC |
| ------------------------------ | --- | --- | --- | --- | --- | --- | --- |
| Код двигателя:                 | M110 | M110 | M116 | M116 | M116 | M117 | M117 |
| Годы выпуска:                  | 1974–1985 (SL) 1974–1981 (SLC)                                                                                          | 1985–1989 | 1971–1980 | 1980–1985 (SL) 1980–1981 (SLC)                                                                                          | 1985–1989 | 1973–1980 | 1980–1989 (SL) 1980–1981 (SLC)                                                                                          |
| Двигатель:                     | 6-цилиндровый (четырёхтактный), установленный спереди                                                                   | 6-цилиндровый (четырёхтактный), установленный спереди                                                                   | 90° V8 (четырёхтактный), установленный спереди                                                                          | 90° V8 (четырёхтактный), установленный спереди                                                                          | 90° V8 (четырёхтактный), установленный спереди                                                                          | 90° V8 (четырёхтактный), установленный спереди                                                                          | 90° V8 (четырёхтактный), установленный спереди                                                                          |
| Диаметр цилиндра x Ход поршня: | 86 мм x 78,8 мм | 88,5 мм x 80,25 мм | 92 мм x 65,8 мм | 92 мм x 71,8 мм | 92 мм x 78,9 мм | 92 мм x 85 мм | 96,5 мм x 85 мм |
| Рабочий объём:                 | 2746 см3 | 2962 см3 | 3499 см3 | 3818 см3 | 4196 см3 | 4520 см3 | 4973 см3 |
| Мощность @ об/мин:             | 185 л. с. @ 6000 | 190 л. с. @ 5700 | 200 л. с. @ 5800 | 218 л. с. @ 5500 | 218 л. с. @ 5200 | 225 л. с. @ 5000 | 240 л. с. @ 5000 |
| Крутящий момент @ об/мин:      | 238 Н·м @ 4500 | 255 Н·м @ 4400 | 286 Н·м @ 4000 | 299 Н·м @ 4000 | 324 Н·м @ 3750 | 377 Н·м @ 3000 | 402 Н·м @ 3200 |
| Степень сжатия:                | 9.0: 1 | 9.2: 1 | 9.5: 1 | 9.0: 1 | 9.0: 1 | 8.8: 1 | 9.0: 1 |
| Система питания:               | впрыск топлива: Bosch D-Jetronic (—1976), K-Jetronic (—1980), K-Jetronic с лямбда-зондом (—1985) и с 1985 — KE-Jetronic | впрыск топлива: Bosch D-Jetronic (—1976), K-Jetronic (—1980), K-Jetronic с лямбда-зондом (—1985) и с 1985 — KE-Jetronic | впрыск топлива: Bosch D-Jetronic (—1976), K-Jetronic (—1980), K-Jetronic с лямбда-зондом (—1985) и с 1985 — KE-Jetronic | впрыск топлива: Bosch D-Jetronic (—1976), K-Jetronic (—1980), K-Jetronic с лямбда-зондом (—1985) и с 1985 — KE-Jetronic | впрыск топлива: Bosch D-Jetronic (—1976), K-Jetronic (—1980), K-Jetronic с лямбда-зондом (—1985) и с 1985 — KE-Jetronic | впрыск топлива: Bosch D-Jetronic (—1976), K-Jetronic (—1980), K-Jetronic с лямбда-зондом (—1985) и с 1985 — KE-Jetronic | впрыск топлива: Bosch D-Jetronic (—1976), K-Jetronic (—1980), K-Jetronic с лямбда-зондом (—1985) и с 1985 — KE-Jetronic |
| Объём топливного бака:         | 90 л, с 1985 года: 85 л                                                                                                 | 90 л, с 1985 года: 85 л                                                                                                 | 90 л, с 1985 года: 85 л                                                                                                 | 90 л, с 1985 года: 85 л                                                                                                 | 90 л, с 1985 года: 85 л                                                                                                 | 90 л, с 1985 года: 85 л                                                                                                 | 90 л, с 1985 года: 85 л                                                                                                 |
| Клапанный механизм:            | DOHC, дуплексная цепь                                                                                                   | SOHC, симплексная цепь                                                                                                  | SOHC, дуплексная цепь                                                                                                   | SOHC, дуплексная цепь                                                                                                   | SOHC, дуплексная цепь                                                                                                   | SOHC, дуплексная цепь                                                                                                   | SOHC, дуплексная цепь                                                                                                   |
| Охлаждение:                    | жидкостное | жидкостное | жидкостное | жидкостное | жидкостное | жидкостное | жидкостное |
| Трансмиссия:                   | 4- или 5-ступенчатая механическая КП 3-ступенчатая (с 1980 года — 4-ступенчатая) автоматическая привод на задние колёса | 4- или 5-ступенчатая механическая КП 3-ступенчатая (с 1980 года — 4-ступенчатая) автоматическая привод на задние колёса | 4- или 5-ступенчатая механическая КП 3-ступенчатая (с 1980 года — 4-ступенчатая) автоматическая привод на задние колёса | 4- или 5-ступенчатая механическая КП 3-ступенчатая (с 1980 года — 4-ступенчатая) автоматическая привод на задние колёса | 4- или 5-ступенчатая механическая КП 3-ступенчатая (с 1980 года — 4-ступенчатая) автоматическая привод на задние колёса | 4- или 5-ступенчатая механическая КП 3-ступенчатая (с 1980 года — 4-ступенчатая) автоматическая привод на задние колёса | 4- или 5-ступенчатая механическая КП 3-ступенчатая (с 1980 года — 4-ступенчатая) автоматическая привод на задние колёса |
| Максимальная скорость:         | 207 км/ч | 210 км/ч | 212 км/ч | 215 км/ч | 210 км/ч | 218 км/ч | 215 км/ч |
| Средний расход топлива:        | 15.5 л/100 км | 14.5 л/100 км | 18.5 л/100 км | 18.5 л/100 км | 15.5 л/100 км | 18.5 л/100 км | 18.5 л/100 км |

1. ↑  В 1976/77 годах мощность составляла 177 л. с. @ 6000 об/мин.
2. ↑  В 1976/77 годах мощность составляла 195 л. с. @ 5500 об/мин, с 1978 года — 205 л. с. @ 5750 об/мин.
3. ↑  С ноября 1975 года (благодаря замене D-Jetronic на K-Jetronic) мощность составляла 217 л. с. @ 5000 об/мин, с 1978 года — 225 л. с. @ 5000 об/мин.
4. ↑  С ноября 1981 года мощность составляла 231 л. с. @ 4750 об/мин, с 1985 года — 245 л. с. @ 4750 об/мин, версия с катализатором — 223 . с. @ 4700 об/мин.

## В автоспорте
Различные модификации купе Mercedes-Benz C107 использовались в автогонках, и на них были одержано несколько побед. Первый успех был достигнут в южноамериканском ралли-марафоне Vuelta a la America del Sud 1978 года, протяжённостью более 28,5 тысяч км. Первые два места в нём заняли экипажи британца Эндрю Коуэна и поляка Собеслава Засада на Mercedes-Benz 450 SLC, а четвёртым стал финн Тимо Мякинен.
В чемпионате мира по ралли модель использовалась заводской командой в сезонах 1979 и 1980 годов. Было завоёвано две победы, по одной на версиях Mercedes-Benz 450 SLC 5.0 и Mercedes-Benz 500 SLC, и добыт ряд призовых мест, на шести этапах мирового первенства. Швед Бьорн Вальдегорд и финн Ханну Миккола большую часть сезона WRC 1979 года провели за рулём Ford Escort RS1800. Судьбу первого в истории титула чемпиона мира в личном зачёте должна была решить финальная гонка, Ралли Кот-д'Ивуара, результаты которой учитывались только в личный зачёт пилотов, но не учитывались в зачёт марок. Ford уже ставший победителем в зачёте марок не привёз свои машины на этот этап. И тогда два пилота лидировавших в турнире воспользовались предложением Mercedes-Benz выступить на его автомобилях в этой гонке. В итоге, за рулём модели 450 SLC 5.0 они заняли два первых места. Бьорну было достаточно и второй позиции, чтобы стать первым чемпионом мира по ралли. А Ханну проиграл в борьбе за титул всего одно очко, но вошёл в историю, как первый победитель этапа WRC за рулём автомобиля Mercedes-Benz.
В 2020 году бельгийская компания GDM Motors выставила на продажу тщательно подготовленную реплику раллийного Mercedes-Benz SLC 450 за 120 тысяч евро.

### Призовые места на этапах чемпионата мира по ралли

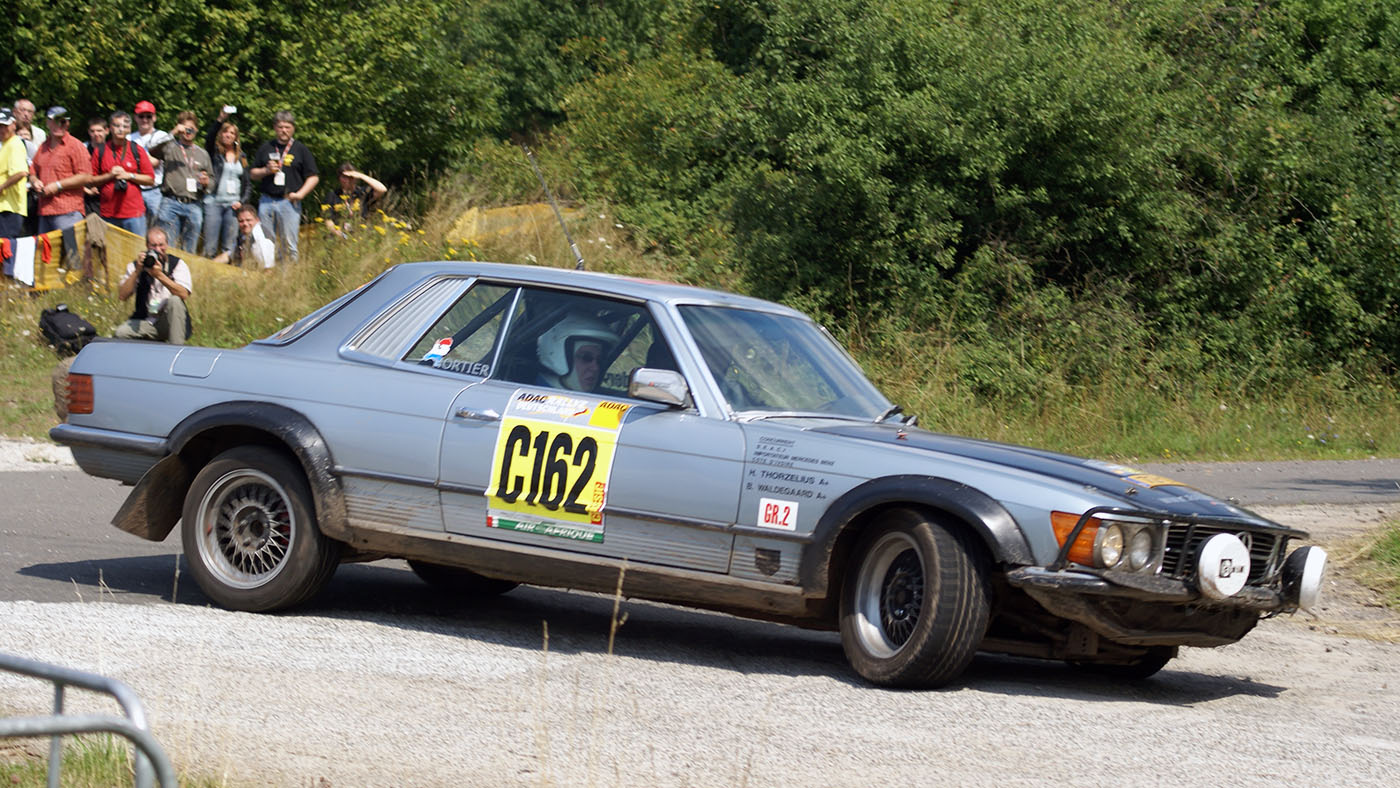
Mercedes-Benz 450 SLC на раллийной трассе

| 1 | Ралли Сафари-1979         |  | Ханну Миккола     | Арне Герц        | Mercedes-Benz 450 SLC 5.0 |
| 2 | Ралли Кот-д'Ивуар-1979    |  | Ханну Миккола     | Арне Герц        | Mercedes-Benz 450 SLC 5.0 |
| 2 | Ралли Кот-д'Ивуар-1979    |  | Бьорн Вальдегорд  | Ханс Торзелиус   | Mercedes-Benz 450 SLC 5.0 |
| 2 | Ралли Кот-д'Ивуар-1979    |  | Эндрю Коуэн       | Клаус Кайсер     | Mercedes-Benz 450 SLC 5.0 |
| 3 | Ралли Сафари-1980         |  | Вик Престон (мл.) | Джон Лиалл       | Mercedes-Benz 450 SLC 5.0 |
| 4 | Ралли Аргентина-1980      |  | Ханну Миккола     | Арне Херц        | Mercedes-Benz 500 SLC     |
| 5 | Ралли Новой Зеландии-1980 |  | Ханну Миккола     | Арне Херц        | Mercedes-Benz 500 SLC     |
| 6 | Ралли Кот-д'Ивуар-1980    |  | Бьорн Вальдегорд  | Ханс Торзелиус   | Mercedes-Benz 500 SLC     |
| 6 | Ралли Кот-д'Ивуар-1980    |  | Хорхе Рекальде    | Нестор Страймель | Mercedes-Benz 500 SLC     |